# Bai Ling
Pour les articles homonymes, voir Ling.
Ne doit pas être confondu avec Bei Ling.
Bai Ling (chinois simplifié : 白灵 ; chinois traditionnel : 白靈 ; pinyin : Bái Líng ; Wade : Pai² Ling² ; cantonais Yale : Baak⁶ Ling⁴) est une actrice chinoise naturalisée américaine, née le 10 octobre 1966 à Chengdu. En France, elle est connue pour avoir interprété la machiavélique Qiu dans Taxi 3. Son nom signifie en chinois « Esprit blanc ».

## Biographie
Bai Ling naît à Chengdu pendant la Révolution culturelle. Ses parents sont alors traités cruellement à cause de leur carrière respective et elle est confiée rapidement à sa grand-mère habitant dans le Sichuan. Elle s'est décrite comme une enfant très timide, qui a découvert qu'elle arrivait mieux à s'exprimer en jouant des rôles. Pour elle, l'interprétation d'un rôle est un moyen de se détacher du jugement de la société. À 14 ans, elle commence une « carrière » de trois ans dans l'armée populaire de libération au Tibet. Là-bas, elle réussit néanmoins à se consacrer aux divertissements et au théâtre.
Plus âgée, son fort caractère lui vaut quelques problèmes avec sa hiérarchie. Elle est accusée d'insubordination après avoir consommé du tabac et de l'alcool. Elle est hospitalisée brièvement pour dépression à la fin de son service, à la suite de quoi elle participe aux manifestations de la place Tian'anmen en 1989. Elle s'en va temporairement à New York en 1991 pour suivre les cours de cinéma à l'université de New York et obtient plus tard un visa spécial lui permettant de rester aux États-Unis, jusqu'à ce qu'elle en devienne citoyenne en 1999.

### Carrière artistique
Bai joue dans de nombreux films, séries télévisées et pièces de théâtre, en Chine et aux États-Unis. Son rôle le plus célèbre en Chine est dans Arc Light (Hu guang). En 1994, elle décroche le rôle de méchante dans le film The Crow et obtient son premier gros succès sur le sol américain. Cela dit, le film qui la révèle réellement outre-Atlantique est Red Corner, où elle joue aux côtés de Richard Gere.
En 1998, People magazine la fait figurer dans sa liste des « 50 plus belles personnalités du monde ». On lui prête une liaison avec Nick Carter des Backstreet Boys, mais Carter déclare qu'ils sont « juste amis ».
Elle tourne quelques scènes dans Star Wars, épisode III : La Revanche des Sith (2005), jouant la sénatrice Bana Breemu, mais son apparition est coupée au montage. Elle prétend que cette coupe est due au fait qu'elle pose nue pour le numéro de juin 2005 du magazine Playboy, ce qui coïncide avec la sortie du film en mai 2005, mais le réalisateur George Lucas déclare par la suite que cette partie du montage a été réalisée plus d'un an auparavant.
Plus tard en 2005, Ling participe à l'émission de VH1 But Can They Sing? (Mais peuvent-ils chanter ?).  L'émission permet à des personnalités qui ne sont pas du monde musical de s'essayer à ce talent. Bai Ling s'illustre pour son interprétation du tube de Madonna Like a Virgin et celui des Ramones I Wanna Be Sedated. Bai est éliminée en demi-finale, mais participe à la dernière émission en chantant I Touch Myself des Divinyls.
Ling est la cible d'une émission The Showbiz Show with David Spade fin 2005, où Spade note que sa forte exposition médiatique n'est en rien liée aux rôles plutôt mineurs de sa filmographie récente.
Elle joue en 2006 le rôle de Serpentine dans l'OFNI Southland Tales, deuxième film de Richard Kelly après Donnie Darko.

## Filmographie

### Cinéma
- 1987 : Shan cun feng yue
- 1988 : Arc Light (Hu guang)
- 1994 : The Crow
- 1994 : Dead Funny

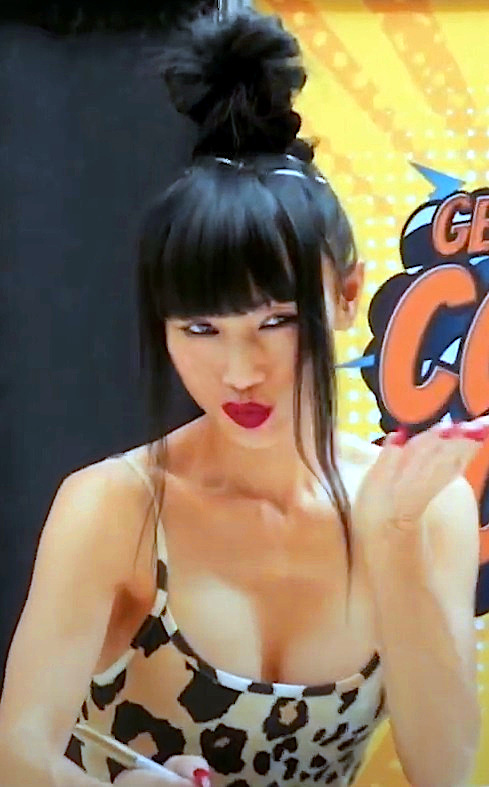
Bai Ling, German Comic Con 2019

- 1994 : Welcome to paradise (film, 2001)
- 1995 : Nixon
- 1997 : Red Corner
- 1998 : Somewhere in the City
- 1999 : Wild Wild West
- 1999 : Anna et le Roi
- 2000 : Row Your Boat
- 2001 : The Breed
- 2001 : Shaolin Soccer (voix de "Mui" dans le doublage américain)
- 2001 : Vampire World
- 2001 : L'Empire du roi-singe ou Le Dernier Empire ou La Légende de Monkey King (The Lost Empire ou The Monkey King) de Peter MacDonald
- 2002 : Face
- 2003 : Taxi 3 : Qiu
- 2003 : The Extreme Team
- 2003 : Paris
- 2004 : Papas chéris (en)
- 2004 : The Beautiful Country
- 2004 : She Hate Me
- 2004 : 3 extrêmes (Saam gaang yi)
- 2004 : Nouvelle Cuisine (Gaau ji)
- 2004 : Capitaine Sky et le monde de demain
- 2005 : Star Wars, épisode III : La Revanche des Sith (scène coupée au montage, présente en partie sur le DVD)
- 2005 : Les Seigneurs de Dogtown
- 2005 : Edmond
- 2006 : Agent de stars (Man Town About)
- 2006 : Stranded with a Star
- 2006 : Living and Dying
- 2006 : The Gene Generation
- 2006 : Razor's Gift
- 2007 : Southland Tales
- 2008 : Toxic
- 2009 : Hyper Tension 2
- 2009 : Killer Hacker
- 2010 : Locked Down : Guard Flores
- 2010 : Love Ranch : Samantha
- 2010 : The Lazarus Papers : Kyo
- 2010 : Comedy Makes You Cry (拍卖春天, Pai mai chun tian) : Zhang Qian (张倩)
- 2010 : Circle of Pain : Victoria Rualan
- 2010 : The Confidant : Black
- 2010 : Magic Man : Samantha
- 2010 : Petty Cash : Coco
- 2010 : The Bad Penny : Nok
- 2010 : The Being Frank Show
- 2012 : Clash of the Empires : Laylan
- 2012 : Yellow Hill: The Stranger's Tale : The Stranger
- 2013 : Speed Dragon : Jackie
- 2013 : The Gauntlet : Kim Lee
- 2013 : American Girls : Amanda Chen
- 2014 : Blood Shed : Lucy
- 2014 : Assassin's Game : The Bodyguard
- 2014 : The Key : Ida
- 2015 : 6 Ways to Sundown : June Lee
- 2015 : Call Me King : Li Soo
- 2015 : Everlasting : Cristiane
- 2015 : Finding Julia : ZiZi
- 2015 : ABCs of Superheroes : Galvana
- 2015 : Samurai Cop 2: Deadly Vengeance : Doggé
- 2015 : Party Pieces : Lydia
- 2015 : Boned : The Mistress
- 2016 : Better Criminal : Miss Jasmine Feng
- 2017 : Maximum Impact : Scanlon
- 2019 : The Final Level: Escaping Rancala : Challenger
- 2020 : The Legion : Amirah

### Télévision
- 1993 : Homicide (épisode And the Rockets' Dead Glare)
- 1995 : The Cosby Mysteries (épisode The Hit Parade)
- 1995 : Dead Weekend (téléfilm)
- 1998 : Les Anges du bonheur (épisodes The Spirit of Liberty Moon - parties 1 et 2)
- 2000 : Angel (épisode : She)
- 2001 : L'Empire du roi-singe (téléfilm)
- 2002 : Orage virtuel (Storm Watch) (téléfilm)
- 2002 : Point of Origin (téléfilm)
- 2003 : Jake 2.0 (épisode Cater Waiter)
- 2005 : Entourage (épisode Chinatown)
- 2007 : Lost - Saison 3 épisode 9
- 2010 : Sang pour sang extrême
- 2012 : Hawaii Five-0 : Esmeralda

### Documentaire
- 2016 : Enter the Samurai